# Мігель Мехія Барон
Мігель Мехія Барон (ісп. Miguel Mejía Barón; нар. 17 квітня 1944, Мехіко, Мексика) — мексиканський футболіст та тренер, виступав на позиції захисника. Останнім місцем роботи була посада помічника головного тренера «УАНЛ Тигрес» в штабі Рікардо Ферретті.

## Кар'єра гравця
Мехія розпочав грати в футбол на початку 1960-их років в молодіжній команді «УНАМ Пумас», де згодом отримав професіональний контракт і виграв у складі команди в сезоні 1974/75 років спочатку Кубок Мексики, а тиждень по тому — трофей Чемпіон чемпіонів.

## Кар'єра тренера

### Клубна
Після того, як Мехія очолював свій колишній клуб «УНАМ Пумас» протягом трьох років і привів його до чемпіонства, перебрався в «Монтеррей». Мігель закінчив співпрацю з командою на початку 1993 року, коли йому було довірено очолити збірну Мексики. Після двох з половиною років роботи з національною збірною та 54 матчів перед початком сезону 1996/97 років зайняв пост тренера «Атланте» й після нетривалого перебування в «УАНЛ Тигрес» і «Пуебла» на початку 2001 року повернувся в свій перший клуб — «УНАМ Пумас». Після звільнення через невдалі результати, Мехія завершив свою тренерську кар'єру.

### У збірній
Дебют Мехії як головного тренера збірної Мексики відбувся 20 січня 1993 в товариському матчі проти Італії, який завершився поразкою з рахунком 0:2. Незважаючи на поразку від Сальвадора (1:2) 4 квітня 1993 в першому турі відбіркового турніру чемпіонату світу 1994 року, його перший рік у збірній став дуже успішним: виграні решта п'ять відбіркових турів (з 11 квітня по 9 травня), а також Мексика вийшла в фінал Кубку Америки, в якому програла Аргентині (1:2). Тиждень по тому після фіналу 4 липня для збірної стартував Золотий кубок КОНКАКАФ, в якому вона стала переможцем: на шляху до трофею обіграли Канаду з рахунком 8:0 та Ямайку з рахунком 6:1, а в фіналі 25 липня збірну США розгромимли з рахунком 4:0. Також у товариських матчах були досягнуті такі позитивні результати, як нічия 1:1 з Бразилією 8 серпня та нічия 0:0 з Німеччиною 22 грудня 1993 року.
З іншого боку, товариські матчі на початку 1994 року виявилися менш успішними: 26 січня команду розгромила Швейцарія (1:5) і через тиждень зіграла внічию з Росією (1:1). Окрім цього, початок чемпіонату світу 1994 року став несприятливим, оскільки в стартовому матчі проти Норвегії мексиканці пропустили пізній м'яч К'єтіля Рекдаля, через який збірна Мексика програла з рахунком 0:1. Але завдяки подальшій перемозі над Ірландією 2:1 та нічиєї 1:1 в останньому груповому матчі проти Італії Мексика зайняла перше місце в групі і вийшла в плей-оф. Однак у чвертьфіналі збірна зіграла з Болгарією внічию і покинула турнір через поразку в серії пенальті.
Після того, як в наступному році Мексика покинула Кубок Америки вже на стадії чвертьфіналу, програвши США в серії пенальті, Бора Милутинович змінив Мехію на посаді тренера збірної.

## Досягнення

### Як гравця
«УНАМ Пумас»
- Кубок Мексики
  -  Володар (1): 1975

- Чемпіон чемпіонів
  -  Володар (1): 1975

### Як тренера
«УНАМ Пумас»
- Прімера Дивізіон Мексики
  -  Чемпіон (1): 1991

збірна Мексики
- Золотий кубок КОНКАКАФ
  -  Володар (1): 1993

- Кубок Америки
  -  Фіналіст (1): 1993